# Ключове (Феодосійський район)
Ключове́ (до 1948 року — Акмєлє́з, крим. Aqmelez) — село Феодосійського району Автономної Республіки Крим. Розташоване на півдні району.
Відстань від райцентру до населеного пункта становить 14 кілометрів по прямій.
З 2014 року незаконно окуповане Російською Федерацією.

## Населення
Згідно з переписом УРСР 1989 року чисельність наявного населення села становила 10 осіб, з яких 6 чоловіків та 4 жінки.
За переписом населення України 2001 року в селі мешкали 82 особи.

### Мова
Розподіл населення за рідною мовою за даними перепису 2001 року:
| Мова              | Відсоток |
| ----------------- | -------- |
| кримськотатарська | 81,71 %  |
| російська         | 18,29 %  |